# Patria (Branisko)
Patria – szczyt górski w północnej części pasma górskiego Branisko we wschodniej Słowacji. Drugi co do wysokości szczyt pasma – 1170 m n.p.m. Zalesiony, pod szczytem źródło. Przez szczyt przebiega żółty szlak turystyczny ze wsi Široké na przełęcz Smrekovica.